# Sungai Lebung
Sungai Lebung is een bestuurslaag in het regentschap Ogan Ilir van de provincie Zuid-Sumatra, Indonesië. Sungai Lebung telt 2043 inwoners (volkstelling 2010).